# Reg Butler
Reginald Cotterell Butler (Buntingford, 28 april 1913 - Berkhamsted, 23 oktober 1981) was een Engelse beeldhouwer.

## Leven en werk
Butler studeerde van 1937 tot 1939 aan de Architectural Association School of Architecture in Londen. Na de 'Unknown Political Prisoner' competitie in 1953 te hebben gewonnen, welk werk niet werd uitgevoerd, werd hij een van de best bekende beeldhouwers van de vijftiger en zestiger jaren van de vorige eeuw. Hij maakte opschuddingverwekkende, beschilderde, bronzen beelden met glazen ogen en opgeplakt, echt haar. Hij gaf in die periode les aan de Slade School of Fine Art (onderdeel van University College London).
Hij is bekend geworden om zijn metaalconstructies en later om zijn geabstraheerde, morbide vrouwenfiguren, zoals Girl on a Round Base vergelijkbaar met het werk van Hans Bellmer en het beeldhouwwerk van Allen Jones en liep al vooruit op het werk van Ron Mueck.
Als eerste Europese kunstenaar ging hij zijn beelden, die op het eerste gezicht uit losse delen leken te bestaan, dwars tegen de bestaande, traditionele technieken in, assembleren en lassen. In 1952 vertegenwoordigde Butler met onder anderen Kenneth Armitage, Eduardo Paolozzi en Lynn Chadwick Engeland bij de Biënnale van Venetië, in 1955 was hij deelnemer aan de documenta 1 en in 1959 aan de documenta II in Kassel, Duitsland.
Veel van zijn werken bevinden zich in de collectie van musea als: Museum of Modern Art in New York en Tate Gallery in Londen. Butler heeft het beeldhouwen in Engeland na de Tweede Wereldoorlog een nieuwe impuls gegeven.

## Werken (selectie)
- Chrouching Woman (1948), collectie Tate Gallery
- Woman (1949), Tate Gallery
- Study for Woman Resting (1950), Tate Gallery
- Final Maquette for The Unknown Political Prisoner (1951/52), Tate Gallery'
- Circe Head (1952/53), Tate Gallery
- Girl (1953/54), Tate Gallery
- Ophelia (1955), Tate Gallery
- Torso Summer (1955), Lehmbruck-Museum in Duisburg
- Girl (1954/56), Skulpturenmuseum Glaskasten in Marl
- Working Model for The Unknown Political Prisoner (1955/56), Tate Gallery
- Girl (1957/58), collectie National Galleries of Scotland
- Young Girl with Chemise (1957/58), Billy Rose Art Garden van het Israel Museum in Jeruzalem
- Study for Circus (1959)
- The Bride (1961), Hamilton Hall van de Princeton University in Princeton (New Jersey)
- Figure in Space (Frau im Raum) (1963), Beeldenpark van het Städel Museum in Frankfurt am Main
- Girl on a Round Base (1968/72), Tate Modern in Londen

## Fotogalerij

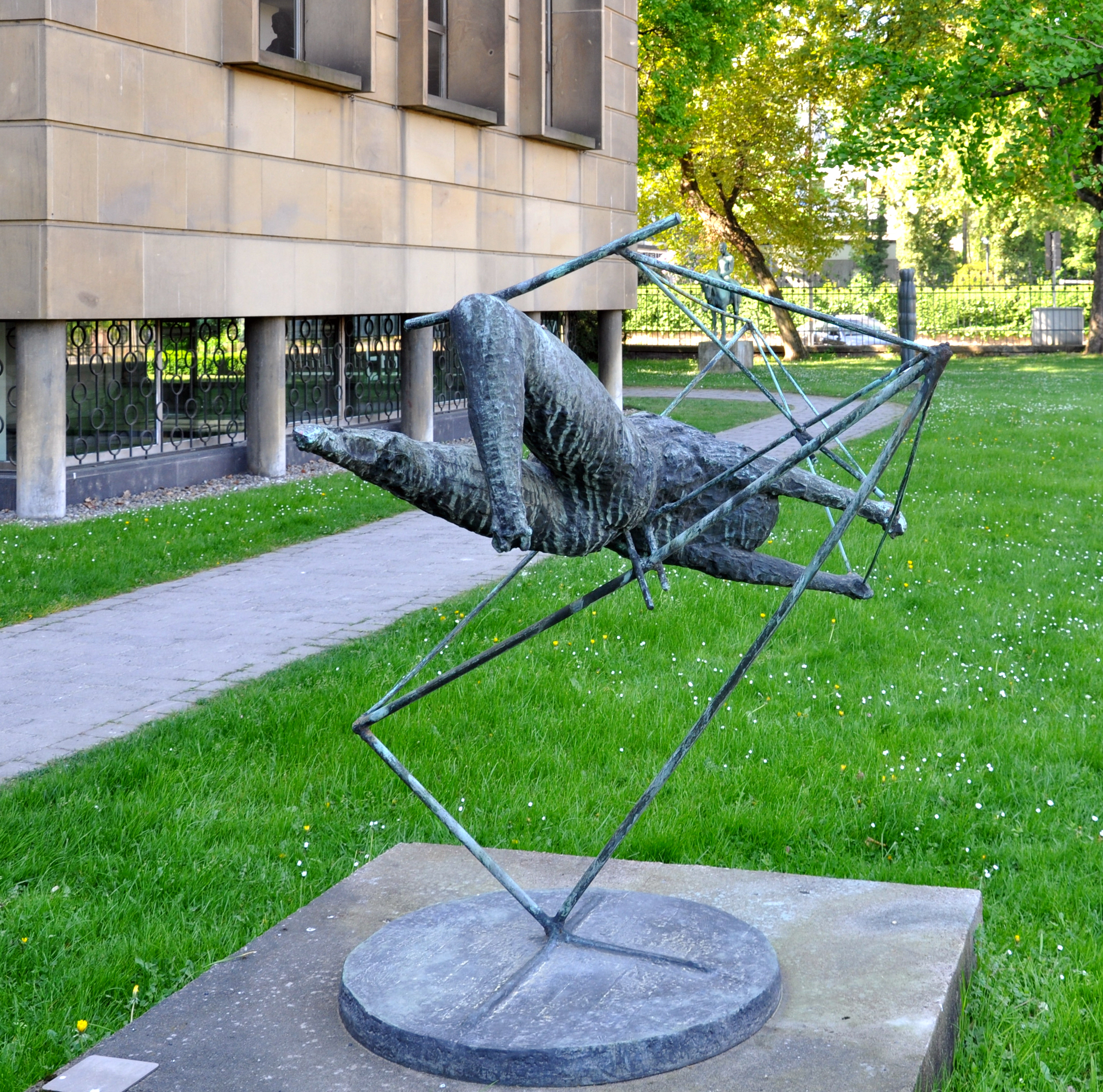
Frau im Raum (1963), Beeldenpark van het Städel Museum